# Stethynium immaculatum
Stethynium immaculatum is een vliesvleugelig insect uit de familie Mymaridae. De wetenschappelijke naam is voor het eerst geldig gepubliceerd in 1924 door Girault.